# حقه لعنتی!
حقه لعنتی! یا کلاهبرداری احساسی (به هندی: Nautanki Saala!) و (به انگلیسی: Dramatic scamp!) فیلمی هندی محصول سال ۲۰۱۳ و به کارگردانی روحان سیپی است. در این فیلم بازیگرانی همچون آیوشمان کورانا، کونال روی کاپور، اولین شارما، گایلین میندونکا و آبیشک باچان ایفای نقش کرده‌اند.